# Tait Glacier
Tait Glacier är en glaciär i Antarktis. Den ligger i Västantarktis. Argentina, Chile och Storbritannien gör anspråk på området. Tait Glacier ligger 246 meter över havet.
Terrängen runt Tait Glacier är varierad. Trakten är obefolkad. Det finns inga samhällen i närheten. 